# ルーカスアーツ
ルーカスアーツ・エンターテインメント・カンパニー（LucasArts Entertainment Company, LLC）は、かつて存在していたアメリカ合衆国のコンピュータゲーム会社。
ルーカスフィルム映画作品のゲームメーカーとして有名であり、1990年代初頭には商業的に大きな成功を収めた。出版とゲームの分野においては『スター・ウォーズ』シリーズのフランチャイズに軸足を置いていた。

## 歴史
1982年5月に、ジョージ・ルーカス率いるルーカスフィルム作品のビデオゲーム開発グループとして設立された。ルーカスは、多様な娯楽分野への進出を求めており、アタリ社とビデオゲームの開発に協力していた。
1990年、ルーカス社の再編に伴い、ルーカスフィルムのゲーム部門とインダストリアル・ライト&マジックとスカイウォーカー・サウンドを統合して、ルーカスアーツ・エンターテインメント・カンパニーが設立された。後に、インダストリアル・ライト&マジックとスカイウォーカー・サウンドの2社はルーカス・デジタルに連結された。
2012年、ウォルト・ディズニー・カンパニーがルーカスフィルムを買収したことにより、ルーカスアーツはディズニー傘下となった。しかし、翌2013年4月にディズニーがルーカスアーツの閉鎖を発表。働いていたスタッフ200名のほとんどを解雇した。ディズニー側はルーカスアーツ自体は無くすものの、引き続きゲームのライセンスに使用するとしている。

## 作品
- マニアックマンション
- スター・ウォーズ
- ザックマックラッケン
- Indiana Jones and the Last Crusade: The Graphic Adventure
- Loom
- モンキー・アイランド
- Monkey Island 2: LeChuck's Revenge
- Indiana Jones and the Fate of Atlantis
- デイ・オブ・ザ・テンタクル
- Sam & Max Hit the Road
- Full Throttle
- The Dig
- The Curse of Monkey Island
- Grim Fandango
- Escape from monkey island